# Phare de José Ignacio
Le phare de José Ignacio, également appelé phare Punta José Ignacio a été mis en service le 1er juin 1877. Le phare maritime est situé à José Ignacio en Uruguay. 
Le phare est une tour cylindrique d'une hauteur de 25 mètres et sa lumière a une portée de 12,7 miles (un flash toutes les deux secondes). Le 22 avril 1997, la poste Uruguayenne a imprimé un timbre, code 1997-14-S, d'une valeur de 5 pesos uruguayens à l'effigie du phare.
Le phare a été électrifié en 1983.

## Source
- (es) Cet article est partiellement ou en totalité issu de l’article de Wikipédia en espagnol intitulé « Faro de José Ignacio » (voir la liste des auteurs).